# アドベント教会
アドベント教会（アドベントきょうかい）、アドベント・クリスチャン・チャーチ（英: Advent Christian Church）は、19世紀初頭、アメリカ東北部で起こったリバイバル運動から起きたプロテスタントの一派である。

## 歴史
バプテスト教会の信徒伝道者である、W・ミラーがリバイバルの指導者であった。前千年王国説を強調して、アドベント主義者と呼ばれる信徒の運動を形成した。
ミラーが1843年に再臨が来ると主張したが、何も起きなかったので、運動に混乱が起きた。1863年にミラーを支持する人々はエレン・グールド・ホワイトを指導者にしてセブンスデー・アドベンチスト教会を組織した。
ミラーと別れた人々は、東部や中西部で教区組織を作っていた。1865年に南北戦争終了時に南部の解放奴隷に宣教するためにアドベント・ミッションが組織された。1981年に教区組織の代表によってアドベント・クリスチャン教団協議会が開かれた。それ以降隔年で開催されている。
1898年アメリカから帰国した、岩越政蔵によって鳥取県倉吉で日本のアドベント教会は始まった。1941年までアメリカのアドベント教団から援助は続けられた。
1943年の日本基督教団成立に伴い、第十部に加入する。戦後、1948年にアメリカのアドベント教会の宣教師が来日して、日本アドベント・キリスト教団を設立する。